# Quintettes à vent op. 88 (Reicha)
Les six quintettes à vent op. 88 sont des pièces d'Antoine Reicha publiées en 1818 par trois éditeurs, notamment par Boieldieu à Paris, et N. Simrock à Bonn. Antoine Reicha a écrit un important corpus de vingt-cinq Quintettes pour instruments à vent, composés entre 1811 et 1820 pour les professeurs du conservatoire de Paris, qui rencontrèrent un franc succès non seulement à Paris et aussi dans le reste de l’Europe. Les pièces sont organisées en quatre groupes de six quintettes à vent regroupés sous les numéros d’opus 88, 91, 99 et 100 et une œuvre à part en fa mineur (sans opus) ; il s'agit de pièces quasi symphoniques et de dimensions conséquentes, jusqu’à 45 minutes, où la forme sonate est utilisée. L'opus 88 no 2 est l'un des plus appréciés et des plus joués.

« En ce début de 19e siècle, la toute jeune République Française avait créé des fanfares militaires dans tout le pays et le Conservatoire de Paris, fondé en 1795, avait pour tâche de les fournir en instrumentistes compétents. C'est donc tout naturellement qu'une école d'instruments à vent s'était formée, donnant naissance à la formation du quintette à vents : flûte, hautbois, clarinette, basson et cor. Cette formation devait rester une spécialité parisienne jusqu'à la fin du 19e siècle, avant d'être adoptée par des compositeurs de toute l'Europe. »

— Quentin Mourier, Les quintettes de Reicha sur instruments historiques (2016)
Installé définitivement à Paris en 1808, Antoine Reicha est nommé professeur de fugue et contrepoint au Conservatoire de Paris en 1918 et enseigne à Hector Berlioz, Franz Liszt, César Franck et Charles Gounod. Dès leur création, les Quintettes à vent d'Antoine Reicha s’imposent par leurs audaces, leurs nouveautés, leurs trouvailles harmoniques et rythmiques. Ils représentent le meilleur de sa production. « Avec ses vingt-quatre quintettes à vent qui restent ses œuvres les plus jouées, Reicha souhaite donner à cette formation encore peu exploitée un répertoire d’une densité comparable à celle du quatuor à cordes. »
« À partir de 1817, les exécutions des six Quintettes de l’opus 88 dans le foyer du Théâtre Favart à Paris par Joseph Guillou (flûte), Gustave Vogt (hautbois), Jacques Jules Bouffil (clarinette), 
Louis François Dauprat (cor) et Antoine Nicolas Henry (basson) connurent 
un vif succès. »
À l'occasion d'une exécution des quintettes de Reicha, l' Allgemeine musikalische Zeitung relate avec enthousiasme : « S'il était possible de surpasser Haydn dans la composition de quatuors et de quintettes, Reicha y a réussi avec ces quintettes. Il me semble qu'il est impossible d'unir plus d'exactitude et de clarté avec plus d'invention et d'originalité ».
Ses vingt-quatre quintettes pour vent ont une facture très « classique » par rapport à ses approches musicales et rythmiques très en avance sur leur temps et un peu sulfureuses pour l’époque.

## Quintette à ventenmimineur op. 88 n° 1
« L’opus 88 n° 1 en mi mineur dans son mouvement initial (Introduction. Andante-Allegro ma non troppo) s’impose par sa délicatesse et la succession de motifs à la tension palpable. Le mouvement Andante poco allegretto repose sur six variations accordant à chaque instrument l’occasion de briller davantage. Un Menuetto Allegro plein de vivacité conduit à un Finale rapide tout de raffinement, de virtuosité contenue et de couleurs délicates et changeantes. »
Ce premier opus comprend quatre mouvements.

## Quintette à ventenmibémol majeur op. 88 n° 2
Le Quintette no 2 en mi bémol majeur montre le soin que Reicha apporte à l’écriture de chacun des instruments, traités en soliste à tour de rôle.
Le premier mouvement Lento-Allegro moderato du Quintette en mi mineur op. 88 n° 2 dispose d'une énergie communicative présentant des variations rythmiques. Reicha est précurseur d'une écriture novatrice dans la musique de Beethoven.

### Structure
La pièce comprend quatre mouvements:
1. Lento. Allegro moderato
2. Menuetto. Allegro
3. Poco Andante. Grazioso
4. Finale. Allegretto

### Discographie sélective
- Quintette à  vent en mi bémol Majeur, Op. 88 No 2: I. Lento - Allegro moderato Interprètes: Quintette à vent français, Jean-Pierre Rampal, Pierre Pierlot, Jacques Lancelot, Gilbert Coursier, Paul Hongne, (LP, Paris : Éditions de l'Oiseau-Lyre, 1955[9])

## Quintette à vent ensolmajeur op. 88 n° 3
L'opus 88 no 3 comprend quatre mouvements et est également dédicacé au Marquis de Louvois:
1. Lento. Allegro assai
2. Andante
3. Menuetto: Allegro vivo
4. Finale: Allegro vivace

## Quintette à vent enrémineur op. 88 n° 4
L'opus 88 no 4 comprend quatre mouvements.

## Quintette à vent op. 88 n° 5
L'opus 88 no 5 comprend quatre mouvements.

## Quintette à vent op. 88 n° 6
L'opus 88 no 6 comprend quatre mouvements:
1. Adagio - Allegro moderato
2. Larghetto. Siciliana
3. Menuetto. Vivace
4. Finale. Allegro